# Episodi di Padre Brown (sesta stagione)
La sesta stagione della serie televisiva Padre Brown è stata trasmessa sul canale britannico BBC One dal 18 dicembre 2017 al 12 gennaio 2018.
In Italia, la stagione è andata in onda dall'8 al 29 giugno 2018 su Paramount Channel.
| nº | Titolo originale                   | Titolo italiano                  | Prima TV Regno Unito | Prima TV Italia |
| -- | ---------------------------------- | -------------------------------- | -------------------- | --------------- |
| 1  | The Tree of Truth                  | L'albero della verità            | 18 dicembre 2017     | 8 giugno 2018   |
| 2  | The Jackdaw's Revenge              | La vendetta della taccola        | 2 gennaio 2018       | 8 giugno 2018   |
| 3  | The Kembleford Dragon              | Il drago di Kembleford           | 3 gennaio 2018       | 8 giugno 2018   |
| 4  | The Angel of Mercy                 | L'angelo della misericordia      | 4 gennaio 2018       | 15 giugno 2018  |
| 5  | The Face of the Enemy              | Il volto del nemico              | 5 gennaio 2018       | 15 giugno 2018  |
| 6  | The Devil You Know                 | Il diavolo che conosci           | 8 gennaio 2018       | 15 giugno 2018  |
| 7  | The Dance of Death                 | La danza della morte             | 9 gennaio 2018       | 22 giugno 2018  |
| 8  | The Cat of Mastigatus              | Il gatto di Mastigatus           | 10 gennaio 2018      | 22 giugno 2018  |
| 9  | The Flower of the Fairway          | Il fiore del campo da golf       | 11 gennaio 2018      | 29 giugno 2018  |
| 10 | The Two Deaths of Hercule Flambeau | Le due morti di Hercule Flambeau | 12 gennaio 2018      | 29 giugno 2018  |